# 66
Il 66 (LXVI in numeri romani) è un anno  del I secolo.

## Eventi

### Impero Romano
- 22 settembre — L'imperatore Nerone istituisce una nuova legione, la Legio I Italica. Nerone affida l'esercito romano in Giudea a Tito Flavio Vespasiano e lo nomina comandante di tre legioni (Legio V Macedonica, Legio X Fretensis, Legio XV Apollinaris).
- Ottobre - Scoppia una rivolta ebraica contro l'impero romano. Il partito degli Zeloti stringono d'assedio Gerusalemme e distruggono la guarnigione romana (una coorte della Legio III Cyrenaica). Un'altra fazione estremistica ebraica, i Sicarii, prendono il controllo della fortezza di Masada, che controlla il bacino del Mar Morto.
- Metà ottobre - Incaricato di debellare la rivolta è il legatus Gaio Cestio Gallo, che decide di marciare in Giudea al comando di 30.000 uomini (la Legio XII Fulminata, più di 2.000 uomini dalle altre tre legioni stanziate in Siria, sei coorti di fanteria, 4 reggimenti di cavalleria e più di 14.000 truppe ausiliarie fornite da Erode Agrippa II, Antioco IV di Commagene e Soaemo di Emesa). Gallo guida la sua spedizione ad assediare Gerusalemme prima che le piogge invernali rendano le strade impraticabili.
- Novembre - Gaio abbandona l'assedio di Gerusalemme e (per ragioni sconosciute) si ritira ad ovest, dove viene messo in trappola e sconfitto dai ribelli. Nella battaglia di Beth-Horon muoiono circa 5.300 soldati romani e il vessillo della Legio XII Fulminata viene catturato. Gallo abbandona le sue truppe e fugge sconfitto in Siria.
- La legione romana II Augusta è di stanza a Gloucester.
- Svetonio Paolino diventa console.

### Asia
- Baekje invade Silla nella penisola coreana e cattura il castello di Ugok.

### Astronomia
- 25 gennaio (calendario giuliano) - Quinto passaggio registrato della cometa di Halley al perielio (evento astronomico: 1P/66 B1).

### Religioni
- Data approssimativa di stesura della prima lettera a Timoteo del Nuovo Testamento.

## Morti
- Publio Anteio Rufo, politico romano
- Claudia Antonia, romana (n. 30)
- Rufrio Crispino
- Petronio Arbitro, scrittore e politico romano
- Quinto Marcio Barea Sorano, politico e militare romano
- Onesiforo, santo romano
- Publio Clodio Trasea Peto, oratore, filosofo e scrittore romano
- Marco Ostorio Scapula, senatore romano
- Marcia Servilia Sorana, nobildonna romana

## Calendario
| Calendario 66 | Calendario 66 | Calendario 66 | Calendario 66 | Calendario 66 | Calendario 66 | Calendario 66 | Calendario 66 | Calendario 66 | Calendario 66 | Calendario 66 | Calendario 66 | Calendario 66 | Calendario 66 | Calendario 66 | Calendario 66 | Calendario 66 | Calendario 66 | Calendario 66 | Calendario 66 | Calendario 66 | Calendario 66 | Calendario 66 | Calendario 66 | Calendario 66 | Calendario 66 | Calendario 66 | Calendario 66 | Calendario 66 | Calendario 66 | Calendario 66 | Calendario 66 | Calendario 66 |
| ------------- | ------------- | ------------- | ------------- | ------------- | ------------- | ------------- | ------------- | ------------- | ------------- | ------------- | ------------- | ------------- | ------------- | ------------- | ------------- | ------------- | ------------- | ------------- | ------------- | ------------- | ------------- | ------------- | ------------- | ------------- | ------------- | ------------- | ------------- | ------------- | ------------- | ------------- | ------------- | ------------- |
|               | 1             | 2             | 3             | 4             | 5             | 6             | 7             | 8             | 9             | 10            | 11            | 12            | 13            | 14            | 15            | 16            | 17            | 18            | 19            | 20            | 21            | 22            | 23            | 24            | 25            | 26            | 27            | 28            | 29            | 30            | 31            |               |
| Gennaio       | Me            | Gi            | Ve            | Sa            | Do            | Lu            | Ma            | Me            | Gi            | Ve            | Sa            | Do            | Lu            | Ma            | Me            | Gi            | Ve            | Sa            | Do            | Lu            | Ma            | Me            | Gi            | Ve            | Sa            | Do            | Lu            | Ma            | Me            | Gi            | Ve            |               |
| Febbraio      | Sa            | Do            | Lu            | Ma            | Me            | Gi            | Ve            | Sa            | Do            | Lu            | Ma            | Me            | Gi            | Ve            | Sa            | Do            | Lu            | Ma            | Me            | Gi            | Ve            | Sa            | Do            | Lu            | Ma            | Me            | Gi            | Ve            |               |               |               |               |
| Marzo         | Sa            | Do            | Lu            | Ma            | Me            | Gi            | Ve            | Sa            | Do            | Lu            | Ma            | Me            | Gi            | Ve            | Sa            | Do            | Lu            | Ma            | Me            | Gi            | Ve            | Sa            | Do            | Lu            | Ma            | Me            | Gi            | Ve            | Sa            | Do            | Lu            |               |
| Aprile        | Ma            | Me            | Gi            | Ve            | Sa            | Do            | Lu            | Ma            | Me            | Gi            | Ve            | Sa            | Do            | Lu            | Ma            | Me            | Gi            | Ve            | Sa            | Do            | Lu            | Ma            | Me            | Gi            | Ve            | Sa            | Do            | Lu            | Ma            | Me            |               |               |
| Maggio        | Gi            | Ve            | Sa            | Do            | Lu            | Ma            | Me            | Gi            | Ve            | Sa            | Do            | Lu            | Ma            | Me            | Gi            | Ve            | Sa            | Do            | Lu            | Ma            | Me            | Gi            | Ve            | Sa            | Do            | Lu            | Ma            | Me            | Gi            | Ve            | Sa            |               |
| Giugno        | Do            | Lu            | Ma            | Me            | Gi            | Ve            | Sa            | Do            | Lu            | Ma            | Me            | Gi            | Ve            | Sa            | Do            | Lu            | Ma            | Me            | Gi            | Ve            | Sa            | Do            | Lu            | Ma            | Me            | Gi            | Ve            | Sa            | Do            | Lu            |               |               |
| Luglio        | Ma            | Me            | Gi            | Ve            | Sa            | Do            | Lu            | Ma            | Me            | Gi            | Ve            | Sa            | Do            | Lu            | Ma            | Me            | Gi            | Ve            | Sa            | Do            | Lu            | Ma            | Me            | Gi            | Ve            | Sa            | Do            | Lu            | Ma            | Me            | Gi            |               |
| Agosto        | Ve            | Sa            | Do            | Lu            | Ma            | Me            | Gi            | Ve            | Sa            | Do            | Lu            | Ma            | Me            | Gi            | Ve            | Sa            | Do            | Lu            | Ma            | Me            | Gi            | Ve            | Sa            | Do            | Lu            | Ma            | Me            | Gi            | Ve            | Sa            | Do            |               |
| Settembre     | Lu            | Ma            | Me            | Gi            | Ve            | Sa            | Do            | Lu            | Ma            | Me            | Gi            | Ve            | Sa            | Do            | Lu            | Ma            | Me            | Gi            | Ve            | Sa            | Do            | Lu            | Ma            | Me            | Gi            | Ve            | Sa            | Do            | Lu            | Ma            |               |               |
| Ottobre       | Me            | Gi            | Ve            | Sa            | Do            | Lu            | Ma            | Me            | Gi            | Ve            | Sa            | Do            | Lu            | Ma            | Me            | Gi            | Ve            | Sa            | Do            | Lu            | Ma            | Me            | Gi            | Ve            | Sa            | Do            | Lu            | Ma            | Me            | Gi            | Ve            |               |
| Novembre      | Sa            | Do            | Lu            | Ma            | Me            | Gi            | Ve            | Sa            | Do            | Lu            | Ma            | Me            | Gi            | Ve            | Sa            | Do            | Lu            | Ma            | Me            | Gi            | Ve            | Sa            | Do            | Lu            | Ma            | Me            | Gi            | Ve            | Sa            | Do            |               |               |
| Dicembre      | Lu            | Ma            | Me            | Gi            | Ve            | Sa            | Do            | Lu            | Ma            | Me            | Gi            | Ve            | Sa            | Do            | Lu            | Ma            | Me            | Gi            | Ve            | Sa            | Do            | Lu            | Ma            | Me            | Gi            | Ve            | Sa            | Do            | Lu            | Ma            | Me            |               |